# 半単純環
数学、特に代数学において、環 A が A-加群として半単純加群、すなわち、非自明な部分加群をもたない A-加群の直和であるとき、A を半単純環という。これは、同型の違いを除いて、（可換とは限らない）体上の全行列環の有限個の直積である。
この概念は数学の多くの分野において現れる。例えば、線型代数学、数論、有限群の表現論、リー群論、リー環論が挙げられる。これは例えば、フロベニウスの相互法則の証明に役立つ。
半単純多元環の理論はシューアの補題とアルティン・ウェダーバーンの定理を基盤としている。

## 一般論

### 単純加群と半単純加群
詳細な記事：単純加群、半単純加群
A を環、M を A-加群とする。
- M が単純加群であるとは、M は {0} でなく、その部分加群が {0} と M に限るときにいう。例えば、体上の加群すなわちベクトル空間が単純であるとは次元が1ということである。
- M が 半単純加群 であるとは、M が単純 A-加群の（有限とは限らない）族の直和に同型であるときにいう。これは、すべての部分加群 N に対してある部分加群 P が存在して M は N と P の直和になると言っても同じである。例えば、体上の任意のベクトル空間は半単純である。

### 半単純環

#### 定義
環 A が半単純であるとは、A を左 A-加群と見て A が半単純であることをいう。驚くべきことに、"左半単純環"は"右半単純環"であり、逆もまた然り。可換体上の（単位元をもつ結合的）多元環が半単純であるとは、それが環として半単純であるときにいう。
A を左 A-加群と見たときにその部分加群は A の左イデアルであるから、以下は同値である。
- A は半単純環である。
- A は、左 A-加群と見て、左極大イデアル I による剰余加群 A/I の（有限個とは限らない）族の直和に同型である。
- A の任意の左イデアル I に対して左イデアル J が存在し、A は I と J の直和になる。つまり、A の任意の元 x に対し、I の元 y と J の元 z の組が一意的に存在し、x = y + z と書ける。

#### 例
半単純環の例をいくつか見よう。
- 零環は半単純である。
- すべての（可換とは限らない）体は半単純環である。
- 単純環が半単純環であることとアルティン環であることは同値である[1], [2]。例えば、D が体で  E が D 上のベクトル空間で次元 n が0でなく有限ならば、環 EndD E と Mn(D) は単純アルティン環なので半単純環である。
- 半単純環の反転環は半単純である。
- 有限個の半単純環（特に体）の直積は半単純である。例えば V が K-ベクトル空間 で φ が m 個の固有値によって対角化可能な V の 自己準同型であれば、φ で生成された K-多元環は Km に同型であるので、半単純環である。
- 半単純環の両側イデアルによる剰余環は半単純である。
- A を半単純環、M を有限型 A-加群とする。このとき A-加群 M の自己準同型環は半単純環である。
- n を正の整数とする。剰余環 Z/(n) が半単純であるのは n が平方因子をもたないとき、かつそのときに限る[3]。
- f を体 K 上の定数でない一変数多項式とする。剰余環 K[X]/(f) が半単純であるのは f が平方因子をもたない（互いに素な既約多項式の積である）とき、かつそのときに限る[4]。

#### 性質と特徴づけ
半単純環はホモロジー代数的に著しい特徴を持つ。
定理。A を環とする。以下は同値。
- 環 A は半単純である（すなわち、左 A 加群と見て半単純である）。
- 環 A はアルティン的[1] かつ半原始的[5]。
- 任意の左 A-加群は半単純である。
- 任意の左 A-加群は射影加群である。
- 任意の巡回左 A-加群は射影加群である。
- l.gl.dim R = 0
- 任意の左 A-加群は移入加群である。
- 任意の巡回左 A-加群は移入加群である。

もちろん、「左」を「右」に変えたものも同値である。

### 関連した概念

#### 半単純性の別の概念
環の半単純性の概念は著者によって大きく異なり、すべてが同値ではないが、環がアルティン的（かつ単位的）と仮定すれば一般的なものは同値になる。ある著者は半原始環のことを半単純環という。またある著者は単純環の部分直積のことを半単純環という。また、「単位元をもたない」環に対する半単純性の概念もある。

#### 分離的多元環
K を可換体とし A を K 上有限次元の半単純多元環とする。K が完全体（例えば標数0の体、代数的閉体、有限体）であれば、任意の部分体 L に対し、A の K から L への係数拡大によって得られる L-多元環  {\displaystyle L\otimes _{K}A} は半単純である。一方、一般の体 K に対してはこの限りではないが、そうであるときは、A は分離的であるという。それゆえ、K が完全体ならば A は分離的である。

## 半単純環の構造

### 半単純環の分解
A を半単純環とする。
すると A の極小両側イデアル（A の両側イデアルの集合の包含関係による極小元）の集合は有限である。I1, ..., Ip をその両側イデアルとする。各 Ik は誘導された積について単純アルティン的（ゆえ単位的）環である。Ik から A へのカノニカルな単射を拡張した、I1 ×  ... × Ip から A への一意的な群準同型が存在し、これは環同型である。
したがって環 A は単純アルティン環の有限個の直積に同型であり、この表示は因子の積の順序の違いを除いて一意的である。この因子は極小両側イデアルであり、A の単純成分（仏: composant simple）と呼ばれる。
環が半単純であるためには、単純アルティン環の有限個の直積環と同型であることが必要十分である。
半単純環の中心は各単純成分の中心の直積環と同型であり、可換体の有限個の直積環と同型である。実は、可換な半単純環は可換体の有限個の直積と同型な環に他ならない。

### アルティン・ウェダーバーンの定理
任意の半単純環は有限個の単純アルティン環の直積として（順序の違いを除いて）一意的に書けるので、半単純環の分類は単純アルティン環の分類に帰着する。単純アルティン環は同型の違いを除いてちょうど Mn(D)（n 次全行列環）の形をしている。ただし n > 0 で D は体。よって次のように言える。
アルティン・ウェダーバーンの定理。A を環とする。以下は同値である。
- A は半単純である。
- A は Mn1(D1) × ... × Mnp(Dp) と同型である。ただし n1, ..., np > 0 は整数で D1, ..., Dp は（可換とは限らない）体である。
- A は EndD1(E1) × ... × EndDp(Ep) と同型である。ただし D1, ..., Dp は体で E1, ..., Ep はそれぞれ D1, ..., Dp 上の0でない有限次元ベクトル空間である。

### 有限次元半単純多元環の場合
この節において、K は可換体を表す。
A を有限次元の半単純 K-多元環とする。このとき A の各単純成分 A1, ..., Ap （上記参照）は有限次元単純 K-多元環であり、A は K-多元環として A1 × ... ×  Ap と同型である。したがって、半単純 K-多元環とは、同型の違いを除いて、有限次元単純 K-多元環の有限個の直積に他ならない。
A が Mn1(D1) × ... × Mnp(Dp) の形であるかまたは A =  EndD1(E1) × ... × EndDp(Ep) の形であれば、K は Di の中心の部分体であり、Di の  K 上の次元は有限である。逆に、すべての有限次元半単純 K-多元環はこの形である。
K が代数的閉体であれば、A は、同型の違いを除いて、Mn1(K) × ... × Mnp(K) の形である。さらに、A の中心は Kp と同型である。

### 半単純環上の単純加群
A = A1 × ... × Ap を半単純環の単純アルティン環の直積への分解（これは因子の順序の違いを除いて一意）とする。このとき、単純 A-加群の同型類が p 個存在する。M が単純 A-加群であれば、唯一の 1 ≤ k ≤ p が存在して AkM ≠ {0} が成り立ち、このとき Ak-加群として M は単純である。
Di を体、Ei を Di 上0でない有限次元ベクトル空間とし、A = EndD1(E1) × ... × EndDp(Ep) とする（これは同型の違いを除いて一般性を失わない）。このとき各 Ei は ((f1, ..., fp), xi) ↦ fi(xi) によって A-加群であり、Ei は同型の違いを除いて唯一の単純 A-加群である。

### マシュケの定理
詳細な記事：dictionnaire entre les représentations d'un groupe et les K[G]-modules
マシュケの定理は有限群の表現論における定理だが、有限群の群環の半単純性の言葉で解釈できる。
マシュケの定理。有限群 G の可換体 K 上の群環 K[G] は、K の標数が G の位数を割らないならば、半単純環である。
K[G]-単純加群は本質的に G の既約表現であり、これは（有限群 G について）正則表現の部分表現と同値なので、同型の違いを除いて有限個しかなく、それらはすべて有限次元である。

## 歴史

### 起源

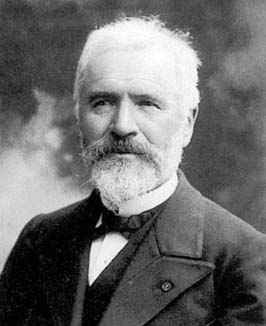
Camille Jordan

多元環の概念の研究の歴史はもともと線型代数学と群論の関係のそれと関係が深い。ジェームス・シルベスター (James Sylvester) と アーサー・ケイリー (Arthur Cayley) は1850年に行列の概念を発展させた。この概念は多くの結果をもたらし、そのうちの1つは概念の起源である。これは群、特に、ガロワ群と、新しい方向である行列群の研究を具体化することができる。はじめは有限の場合だけが研究されていたが、明らかに新しい構造が現れ、それは今では群同型によって生成された自己準同型の多元環と考えられている。
カミーユ・ジョルダン (Camille Jordan) は、ケイリーとともに時代の大専門家であったが、それを集中的に利用した。1869年、ジョルダン・ヘルダーの定理の名前で知られる有限群の分解列の存在が証明された。そのような列の一意性は20年後オットー・ヘルダー (Otto Hölder) によって証明される。この定理を教える可能性がある講義は 2 つある。有限群の講義と加群の講義である。後者は本質的な構造の性質に対応する。それは数学の一分野可換環論になった興味の起源の 1 つである。ガロワ群の解析は線型代数学においても観点を提供する。それはジョルダンにこの代数を通して有限次元において自己準同型を研究することをもたらし、その構造の深く最終的な理解ができた。この結果は総合の本において1870年に出版された。それはジョルダン標準形の名前で知られており、有限素体、すなわち素数を法とした整数の体上適用する。
ジョルダンの仕事は大きな影響を与え、その総合本は群、ガロワ、そしれ線型代数の理論の参考書になった。それは1 つには線型群を通した群の解析は豊かにする段階であるということを、また 1 つには代数の構造は同時に加群と線型代数の言葉において教育において豊かであることを、証明する。

### 群論
群の理解の追求は数学の主要な主題である。その適切な興味で、この構造の理解はたくさんの主題の鍵である。ガロワ理論、代数方程式の問題の心臓の位置、とその結果はたくさんである、体の構造の解析はこの時代ガロワの理論とたくさんの環の理解と同一視される、算術の利用はこの理論に頼る。幾何学も決して例外ではない。1870年、2 人の数学者フェリックス・クライン (Felix Klein) と ソフス・リー (Sophus Lie) はパリにジョルダンを訪ねた。彼らは特に対称群の助けを借りて幾何学を研究する古い彼の出版物 に興味があった。ソフス・リーは連続群の理論を発展させ、クラインは彼の有名なプログラムにおいて群を通して幾何学を分類した。彼らは本質的に有限標数を見逃した。
ゲオルグ・フロベニウス (Georg Frobenius) は、リヒャルト・デデキント (Richard Dedekind) との文通から、有限群そしてとくに、当時 déterminant de groupe と呼ばれ今では廃れてしまった行列の表現の分解の概念に興味を持った。この手紙は群の表現論の起源である。1897年、彼は表現、すなわちベクトル空間に線型に作用する群、と、加群、ただし環がその空間に作用する、の間の近接をとらえた。飛躍は埋められ、群は線型化され加群になる。群上の加群の構造と同値な構造を持つ加群の上のすべての進歩は表現論したがって群論を進歩させる主題である。
ハインリッヒ・マシュケ (Heinrich Maschke) は、クラインの生徒であったが、彼の名を持つ定理を証明した最初の人である。それはこのタイプの加群を構成する元を決定する。それは半単純である。それは整数環のようなユークリッド環に強いアナロジーを持つ。それらは有限個しか存在しない違いにおいて少し素数と対応する半単純加群の列に分解する。

### 多元環の構造

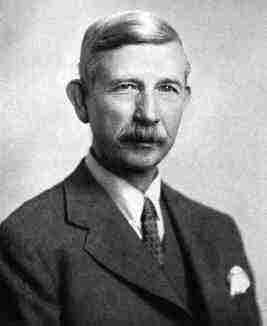
Joseph Wedderburn

半単純多元環の構造はますます中心的である。表現の場合において、それは任意のベクトル空間上ではなく自身の上の群の線型拡大の作用に対応する。別の分野に数学は自然にこの概念の使用をもたらす。ガロワ拡大は類似の構造を置き体論はこの対象の研究を仮定する。最後に、リーによって発展された連続群は半単純多元環の構造を持った接空間を各点に付ける。20世紀の始まりにはこの主題はこの概念を研究している様々な数学者で主要になった。多元環は加群の構造もまた持っているから加群の分解の定理を適用できる。
ウィリアム・バーンサイド (en:William Burnside) はフロベニウスのアプローチを直ちにつかんだ。線型群の下にある多元環の構造の重要性は逃げなかった。彼は1897年に有限群に関する彼の参考文献の初版で最初の結果を確立した。体が代数的に閉な場合有限次元ベクトル空間の自己準同型の集合は単純多元環である。その後初等的な例が解明された。
レオナード・ディクソン (Leonard Dickson) は1896年に任意の有限体上の線型群としてのガロワ群を PhD の論文を書いてしたがってジョルダンの結果を一般化した。彼はすべての有限可換体は素体のガロワ拡大であることを証明した。それはヨーロッパで1901年に出版される。基底の構造は半単純多元環の構造である。ガロワのアプローチは可換体の研究しか許さないが、半単純多元環は非可換体の研究も許す。ディクソンは体の一般論を発達させ、非可換体のたくさんの例を見つけた。この時期から 2 つの理論：ガロワ理論と体論の分離が始まった。
エリ・カルタン (Élie Cartan) は彼が1894年に支えた彼の学位論文のリー代数に興味を持った。複素数体上単純および半単純多元環の構造はすべてそこで扱われている。ジョセフ・ウェダーバーン (Joseph Wedderburn) とともに彼はこの多元環の一般的な構造を研究した。カルタンは複素数の場合に対して半単純多元環の構造を明らかにした。1907年ウェダーバーンはたぶん最も有名な彼の論文を出版した。彼はカルタンの結果を現在超複素数と呼ばれる任意の体上の多元環に一般化した。この一般化は重要である、なぜならば以前に引用された応用のすべての例は斜体を用いていたからだ。

### 環の構造

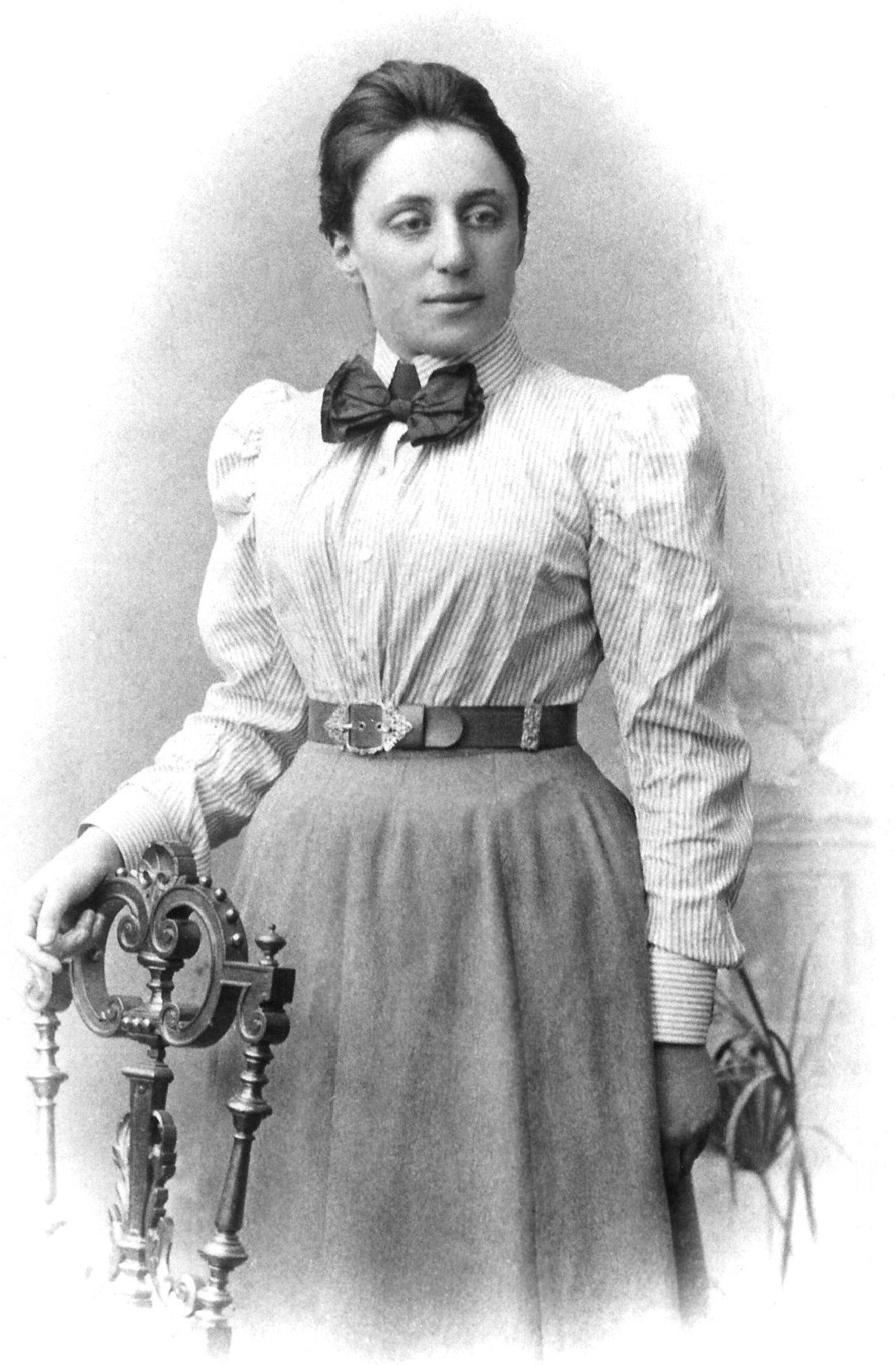
Emmy Noether

ウェダーバーンの定理は状況を修正し、体がアプリオリに非可換であったとしてもすべての単純多元環に対し自然な体が存在する。したがって定理は環の用語で表現できなければならない。ウェダーバーンはできなかったがしかし1908年に 1 つには根基への環を、1 つには半単純を含む分類を提案した。この分解はその後半世紀の間環の理論の基本になった。
この分野の研究の巨匠はエミー・ネーター (Emmy Noether) である。彼女は現代の環論の母のようにしばしば考えられる。彼女は非可換環の理論を発達させイデアルの一般論を基礎づけた。単純多元環と対応する既約イデアルの概念、またイデアルのすべての真の昇鎖が有限であるような環の理論が発展した。この環は今では彼女を称えて名前がついている。
エミール・アルティン (Emil Artin) は研究がネーターによって導入された場合、イデアルのすべての真の降鎖が有限であるような環の場合を特に研究した。長さが有限の半単純環はアルティンかつネーターである。1927年、アルティンは定理の最終的な形を見つけた。線型形式化なしに定理はそれを極大範囲に連れて行き、それは非可換多元環の重要な結果になった。環の大きいクラスは任意の体上の結合多元環の積に同型である。
定理は最終的であるが、逆は未解決のままであった。アルティンかつネーターな環の他の環のどのようなクラスが定理を満たすだろうか？最初の答えは1939年にホプキンス・レヴィツキの定理によって与えられる： Charles Hopkins と Jakob Levitzki は降鎖の条件のみが必要であることを証明した。それにもかかわらず真のブレイクスルーは条件を見つけた Nathan Jacobson の仕事である。根基の概念が考えられ、それは今では半単純環の研究に必須である。